# Banco Central (España)
El Banco Central (BC) fue un banco privado español que desapareció como tal al fusionarse con el Banco Hispano Americano, formando el BCH, y posteriormente con el Banco Santander, formando el BSCH. Tenía su sede en el edificio de las Cariátides de Madrid desde su fusión con el Banco Español del Río de la Plata, del que era sede anteriormente.

## Historia
Fue creado en 1919 a partir de la unión de ocho bancos pequeños. Posteriormente continuó comprando bancos —entre ellos el Banco Español del Río de la Plata (1947) y el Banco de Tortosa (1951)— hasta convertirse en el primer banco privado de España en los años 80.
Fue un gran emprendedor industrial a principios de siglo creando empresas como Minero Siderurgica de Ponferrada, Sociedad Ibérica del Nitrógeno, Saltos del Sil, Cementos Cosmos, etc. Más adelante, en la década de 1950, intervino en la constitución de la Compañía Española de Minas de Río Tinto.
En 1981 tuvo lugar el atraco a la sucursal del banco en Barcelona, ubicado en la Plaza de Cataluña, durante 36 horas se retuvieron a más de 200 empleados y clientes.
En los años 1980 el banco realizó un proceso de expansión fuera de España, principalmente en Latinoamérica, con la adquisición de distintos bancos y la compra de la mayoría de las acciones en otros, como el caso del Banco de Asunción en Paraguay (1981), el Banco Popular Argentino (1966, expropiado por el gobierno de Héctor José Cámpora y restituido a sus propietarios tras el golpe militar de 1976), el Banco de Talca en Chile (1982) y el Banco Panamericano en Uruguay (1982). Además abrió sucursales en otros países, como por ejemplo Panamá (1981) y Perú (1984).
A comienzos de los años 1980 se habló de una posible fusión con el Banco Urquijo que no llegó a concretarse, y en 1988 fracasó una posible fusión con Banesto. Finalmente, el BC se fusionó con el Banco Hispano Americano en 1991 para formar el Banco Central Hispano Americano, conocido comercialmente como Central Hispano (BCH). En ese momento su presidente era Alfonso Escámez. 
Posteriormente, el BCH  se fusionó con el Banco Santander para crear el Banco Santander Central Hispano, BSCH, que hoy en día ha recuperado el nombre de Banco de Santander.

## Cronología
- El 6 de diciembre de 1919 nace el Banco Central.
- 1947 Fusión con el Banco Español del Río de la Plata.
- 1983 Salida a Bolsa en Nueva York.[8]
- 1984 El Ministerio de Economía y Hacienda le adjudicó el Banco del Noroeste, como consecuencia de la reprivatización de los bancos del Grupo Rumasa.
- 1988 Intento de fusión Banco Central y Banesto[9] (finalmente no se realizó).
- 1991 Fusión Banco Central y Banco Hispano Americano.[10]
- 1999 Fusión Banco Santander y Banco Central Hispano (BCH).[11]